# Madden NFL 97
Madden NFL '97 är det första Madden NFL-fotbollsspelet som skapades under 32-bitars-eran. Det skapades ursprungligen för PlayStation och Sega Saturn, men andra versioner släpptes också, inklusive 16-bitars Super NES och Genesis.